# Пустырник
Пусты́рник (лат. Leonúrus) — род многолетних или двулетних травянистых растений семейства Яснотковые (Lamiaceae), или Губоцветные (Labiatae). Евразийский род, несколько видов натурализовались в Северной Америке. Некоторые виды — ценные лекарственные растения.

## Названия

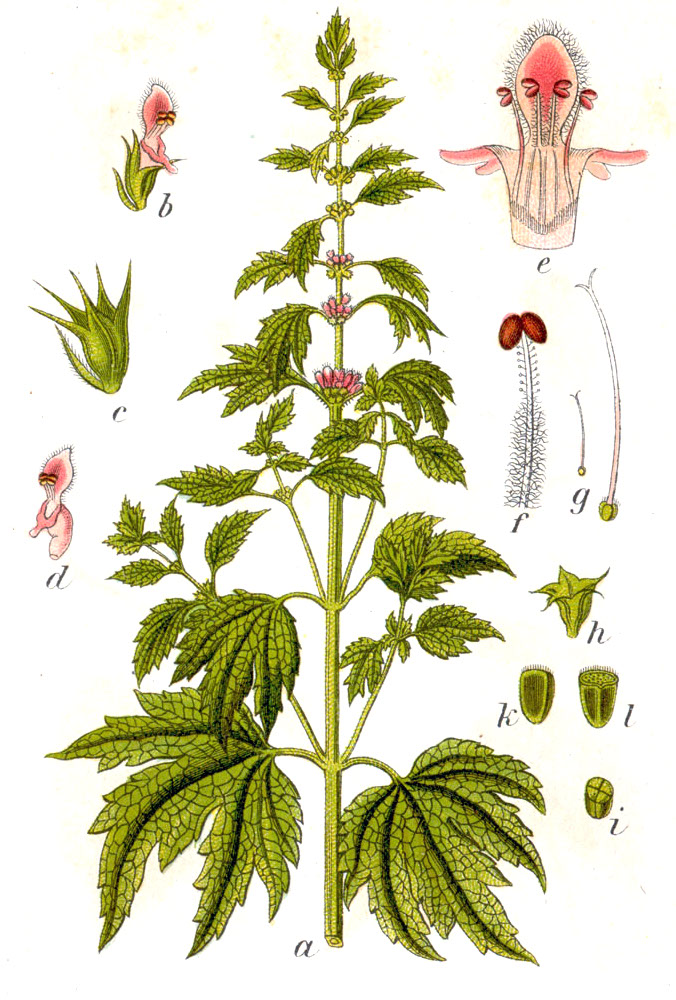
Пустырник сердечный.

Названия на других языках: англ. motherwort, бел. сардэчнік, болг. дяволска уста, в.-луж. prawa křižowka, нем. Herzgespann, echtes Herzgespann, нидерл. hartgespan, пол. serdecznik pospolity, словац. srdcovník obyčajný, укр. собача кропива п'ятилопатева, фин. nukula, фр. agripaume, чеш. srdečník obecný, швед. hjärtstilla.
Научное родовое название в переводе с латинского означает «львиный хвост» и связано с тем, что пучок верхушечных листьев отдалённо напоминает кисточку львиного хвоста.
Другие русские названия растения — серде́чная трава́, серде́чник, соба́чья крапива.

## Ботаническое описание
Высота взрослых растений — от 30 до 200 см.
Корень стержневой.
Для всех видов пустырника характерен четырёхгранный прямостоячий стебель, иногда разветвлённый.

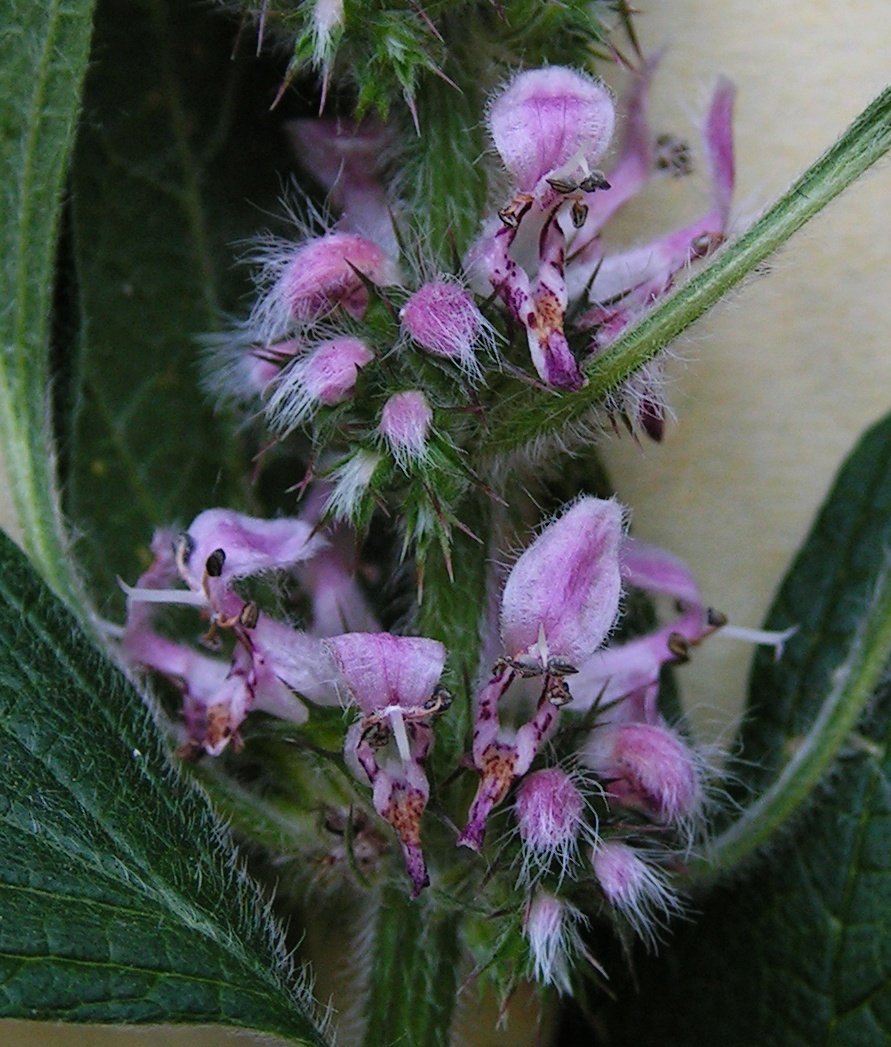
Фрагмент соцветия пустырника мохнатого (пятилопастного) крупным планом

Листья черешковые. Нижние листья пальчатолопастные или пальчаторассечённые, верхние иногда цельные. Нижние листья — самые крупные, до 15 см в длину, ближе к верхушке постепенно уменьшаются.
Цветки мелкие. Соцветия колосовидные, прерывистые, находятся на концах стеблей и ответвлений в пазухах листьев. Чашечки — голые или волосяные, на одну треть или до середины надрезаны на пять зубцов. Тычинок четыре. Цветение — в течение всего лета.
Плод — ценобий: дробный плод, состоящий из четырёх равномерно развитых орешкообразных односеменных частей (эремов). Эремы длиной 2—3 мм, заключены в остающуюся чашечку. Плоды распространяются, цепляясь острыми зубцами чашечки за одежду человека и за шерсть животных.

## Распространение и экология
Ареал рода — Ближний Восток, Европа, Центральная Азия, Сибирь. Места произрастания — берега рек, луга, поляны; пустыри, мусорные места рядом с жилыми строениями, железнодорожные насыпи, обрывы, старые карьеры. Предпочитает глинисто-песчаные, азотистые почвы.
В Европе широко распространён Пустырник сердечный (Leonurus cardiaca), но он не является для этой части света родным — этот азиатский вид натурализовался здесь в течение последнего тысячелетия: поскольку лечебные свойства растения были известны с древних времён, его специально выращивали рядом с жильём; в Средние века посадки пустырника были обычными для каждого монастыря и университета.

## Применение

### Лекарственное применение
Два вида пустырника — Пустырник сердечный и Пустырник мохнатый (пятилопастный) — являются лекарственными растениями и применяются как в традиционной, так и в научной медицине в качестве седативного средства, аналогичного препаратам из валерианы, а также как средство для лечения и профилактики сердечно-сосудистых заболеваний. Используется пустырник также для лечения эпилепсии, базедовой болезни, тромбозов, желудочно-кишечных заболеваний.
Пустырник пятилопастный оказывает стимулирующее действие на гладкую мускулатуру матки. Приём препаратов пустырника при беременности может спровоцировать преждевременные роды или выкидыш.

### Хозяйственное значение
Растение является ценным медоносом. Пустырниковый мёд светло-золотистого цвета, с лёгким ароматом и специфическим вкусом.

## Классификация

### Таксономия
Leonurus L., 1753, Sp. Pl. : 584
Род Пустырник относится к семейству Яснотковые (Lamiaceae) порядка Ясноткоцветные (Lamiales). Таксономическая схема в соответствии с Системой APG IV по состоянию на декабрь 2023 года:
|  |                                      |  |                                   |                                   |                      |  | ещё 23 семейства |               |               |                                                               |
|  |                                      |  |                                   |                                   |                      |  |                  |               |               | 24 подтвержденных вида и 10 таксонов, ожидающих подтверждения |
|  |                                      |  |                                   | порядок Ясноткоцветные            |                      |  |                  |               | род Пустырник |                                                               |
|  |                                      |  |                                   | порядок Ясноткоцветные            |                      |  |                  |               | род Пустырник |                                                               |
|  | отдел Цветковые, или Покрытосеменные |  |                                   |                                   | семейство Яснотковые |  |                  |               |               |                                                               |
|  | отдел Цветковые, или Покрытосеменные |  |                                   |                                   |                      |  |                  |               |               |                                                               |
|  |                                      |  | ещё 63 порядка цветковых растений | ещё 63 порядка цветковых растений |                      |  |                  | ещё 268 родов | ещё 268 родов |                                                               |
|  |                                      |  |                                   | ещё 63 порядка цветковых растений |                      |  |                  |               | ещё 268 родов |                                                               |

### Виды
По информации базы данных Plants of the World Online (по состоянию на начало 2024 года), род включает 24 вида.
| |  |  |  |
| Слева направо: Пустырник пятилопастный (Leonurus quinquelobatus), Пустырник сердечный (Leonurus cardiaca), Пустырник сибирский (Leonurus sibiricus), Пустырник японский (Leonurus japonicus) |  |  |  |

Виды, ранее включавшиеся в род Пустырник
 Leonurus marrubiastrum L. — Пустырник шандровый согласно современным взглядам относится к роду Щетинохвост, под названием Chaiturus marrubiastrum — Щетинохвост шандровый.
Ещё два вида, ранее включавшиеся в род Пустырник, выделены в новый род Панцерина (Panzerina) (Soják, 1982).